# Stanisław Hachorek
Stanisław Marian Hachorek, né le 21 janvier 1927 à Czeladź en Pologne et mort le 24 octobre 1988 à Varsovie, est un joueur de football polonais.

## Biographie
Hachorek, qui a commencé à jouer au football en 1945 dans CKS Czeladz, a passé les meilleures années de sa carrière à Gwardia Warszawa, une équipe qui dans les années 1950 faisait partie des côtés polonais supérieurs[Quoi ?]. Entre 1955 et 1960, il a joué seize fois pour la Pologne, marquant huit buts. Il a fait ses débuts le 29 mai 1955 à Bucarest, marquant un but dans un match nul 2-2 avec la Roumanie. La même année, il est devenu le meilleur buteur de l'Ekstraklasa, avec seize buts. Hachorek a participé aux Jeux olympiques d'été 1960 à Rome, où il a marqué un but dans un match où la Pologne gagna 6-1 contre la Tunisie.
Il a passé les dernières années de sa carrière à Warszawianka Warszawa et après sa retraite de joueur actif (1965), il est devenu un entraîneur.